# Euskadiko Ezkerra
Euskadiko Ezkerra (Esquerra d'Euskadi, en basc) o EE, fou un partit polític de l'esquerra abertzale del País Basc, integrat en el PSE-EE el 1993.

## Història

### Creació i desenvolupament
Euskadiko Ezkerra (EE) fou fundat com una coalició de l'Euskal Iraultzarako Alderdia (EIA, Partit per a la Revolució Basca), l'Euskadiko Mugimendu Komunista (EMK, Moviment Comunista d'Euskadi) i altres forces marxistes basques en 1977, per a presentar llistes a les eleccions generals espanyoles a les circumscripcions de Biscaia, Guipúscoa i Àlaba, mentre Unió Navarresa d'Esquerres (UNAI, Unió Navarresa d'Esquerres), una coalició aliada, presentava la seva llista en la circumscripció de Navarra. Tant EIA com el EMK eren organitzacions sorgides d'escissions d'ETA, la primera d'ETA Político-Militar i la segona de la més antiga ETA Berri.
La llista d'EE per Guipúscoa va obtenir un escó en el Congrés dels Diputats per a Francisco Letamendia, un altre en el Senat per a Juan María Bandrés, i cap en les altres circumscripcions. Molts militants d'EE van acabar separant-se de la coalició i formant Herri Batasuna (HB), incloent-hi candidats d'aquestes primeres llistes, com Francisco Letamendia, Pedro Solabarria, Felix Egia i Iñaki Esnaola. Letamendia va dimitir abans d'esgotar la legislatura, i fou substituït per Patxi Iturrioz d'EMK.
En 1982 es va unir amb el Partit Comunista d'Euskadi (PCE-EPK) i es va constituir en partit amb el nom d'Euskadiko Ezkerra-Esquerra per al Socialisme (EE-IPS), encara que va seguir utilitzant freqüentment només el nom d'Euskadiko Ezkerra. El seu secretari general en aquesta època va ser Mario Onaindia, més tard substituït per Kepa Aulestia. Després de la divisió del Partit Nacionalista Basc (PNB) i la creació d'Eusko Alkartasuna (EA) en 1987, EE va establir diverses coalicions amb EA. En 1988 va signar el Pacte d'Ajuria Enea per la pau i contra el terrorisme, i en 1991 EE va entrar en el govern de la comunitat Autònoma Basca en coalició amb PNB i EA.
El logotip d'EE presentava mitja ikurriña en la part esquerra i una E majúscula en blanc i negre en la dreta. Fou substituït després per un altre que mostrava l'Arbre de Guernica i les sigles EE.

### Integració en el Partit Socialista d'Euskadi
En 1993 una majoria d'afiliats va aprovar la fusió amb el Partit Socialista d'Euskadi (PSE), la federació del Partit Socialista Obrer Espanyol (PSOE) a Euskadi. No obstant això, una secció del partit, en desacord amb l'absorció, va crear un nou partit, Euskal Ezkerra (EuE, Esquerra Basca) que es coalitzaria amb EA. A Navarra EE va quedar dissolta. Alguns dels seus afiliats es van integrar en el Partit Socialista de Navarra, altres en Esquerra Unida de Navarra, i uns altres es van dispersar per les diverses forces del nacionalisme basc. Com a conseqüència de la dissolució d'Euskadiko Ezkerra i la seva integració en el PSE, el PSOE va adoptar al País Basc el nom de Partit Socialista d'Euskadi-Euskadiko Ezkerra (PSE-EE).

## Resultats electorals

### Eleccions al Parlament Basc
| Any  | Líder              | Vots         | %     | Escons | +/- | Govern                         |
| ---- | ------------------ | ------------ | ----- | ------ | --- | ------------------------------ |
| 1980 | Juan María Bandrés | 89.953 (4t)  | 9,82  | 6 / 75 | Nou | Oposició                       |
| 1984 | Mario Onaindia     | 85.671 (5è)  | 7,98  | 6 / 75 | =   | Oposició                       |
| 1986 | Juan María Bandrés | 124.423 (5è) | 10,88 | 9 / 75 | 3   | Oposició                       |
| 1990 | Kepa Aulestia      | 79.105 (6è)  | 7,78  | 6 / 75 | 3   | Coalició (PNB i EA) (1990-91)  |
| 1990 | Kepa Aulestia      | 79.105 (6è)  | 7,78  | 6 / 75 | 3   | Coalició (PNB i PSE) (1991-94) |

### Eleccions a les Juntes Generals
| Any  | Vots    | %     | Junters  |
| ---- | ------- | ----- | -------- |
| 1979 | 63.879  | 7,71% | 14 / 228 |
| 1983 | 79.158  | 7,96% | 6 / 153  |
| 1987 | 106.797 | 9,99% | 12 / 153 |
| 1991 | 68.139  | 6,93% | 8 / 153  |

### Eleccions al Parlament de Navarra
| Any  | Líder           | Vots        | %    | Escons | +/- | Govern            |
| ---- | --------------- | ----------- | ---- | ------ | --- | ----------------- |
| 1983 |                 | 6.292 (8.º) | 2,38 | 0 / 50 |     | Extraparlamentari |
| 1987 | Ramón Arozarena | 9.618 (8.º) | 3,44 | 1 / 50 | 1   | Oposició          |
| 1991 |                 | 5.824 (7.º) | 2,15 | 0 / 50 | 1   | Extraparlamentari |

### Eleccions generals
| Any  | Vots    | %    | Líder                | Diputats País Basc i Navarra | Senadors |
| ---- | ------- | ---- | -------------------- | ---------------------------- | -------- |
| 1977 | 61.417  | 0,34 | Francisco Letamendia | 1 / 26                       | 1        |
| 1979 | 85.677  | 0,48 | Juan María Bandrés   | 1 / 26                       | 0        |
| 1982 | 100.326 | 0,48 | Juan María Bandrés   | 1 / 26                       | 0        |
| 1986 | 107.053 | 0,53 | Juan María Bandrés   | 2 / 26                       | 0        |
| 1989 | 105.238 | 0,51 | Koro Garmendia       | 2 / 26                       | 0        |

### Eleccions municipals
| Any  | Vots    | %    | Regidors |
| ---- | ------- | ---- | -------- |
| 1979 | 67.260  | 0,35 | 85       |
| 1983 | 76.950  | 0,40 | 123      |
| 1987 | 107.354 | 0,55 | 157      |
| 1991 | 71.382  | 0,38 | 105      |

### Eleccions al Parlament Europeu
| Any  | Candidatura          | Vots    | %    | Eurodiputats | Líder              |
| ---- | -------------------- | ------- | ---- | ------------ | ------------------ |
| 1986 |                      |         |      | 1 / 60       | Juan María Bandrés |
| 1987 | Esquerra dels Pobles | 261.328 | 1,36 | 0 / 60       | Mario Onaindia     |
| 1989 | Esquerra dels Pobles | 290.286 | 1,83 | 1 / 60       | Juan María Bandrés |